# Hampsonodes orbica
Hampsonodes orbica là một loài bướm đêm trong họ Noctuidae.